# De Soto National Memorial
Le De Soto National Memorial est un mémorial national américain dans le comté de Manatee, en Floride. Créé le 11 mars 1948 et opéré depuis lors par le National Park Service, il commémore le débarquement d'Hernando de Soto dans la région de la baie de Tampa en mai 1539. Il est inscrit au Registre national des lieux historiques depuis le 15 octobre 1966.